# Ева (фильм, 2018)
«Ева» (англ. Eva) — французский художественный фильм 2018 года режиссёра Бенуа Жако, по мотивам одноимённого романа Джеймса Хэдли Чейза, выпущенного в 1945 году. Мировая премьера фильма состоялась 21 февраля 2018 года, в России — 8 марта 2018 года.

## Сюжет
Бертран (Гаспар Ульель) — мальчик по вызову. Один из его клиентов, пожилой, некогда успешный драматург, умирает от сердечного приступа на глазах Бертрана. Он крадёт рукопись новой пьесы покойного и выдаёт её за своё произведение. Пьеса ставится в театре и имеет большой успех. Бертран теперь состоятелен и знаменит, в него влюблена очаровательная блондинка, с которой они собираются пожениться. Однако от него ждут нового выдающегося произведения, написать которое он не способен. Бертран случайно знакомится с немолодой проституткой Евой (Изабель Юппер), муж которой отбывает срок в тюрьме. Ева становится его музой, описание их встреч Бертран пытается сделать основой сюжета своей пьесы. Но он недооценивает опасность той игры, которую затеял.

## В ролях
| Актёр            | Роль                      |
| ---------------- | ------------------------- |
| Изабель Юппер    | Ева Мартен                |
| Гаспар Ульель    | Бертран Валад             |
| Джулия Рой       | Каролин, невеста Бертрана |
| Марк Барбе       | Жорж Мартен, муж Евы      |
| Ришар Берри      | Режис Грант, продюсер     |
| Дидье Фламан     | отец Каролин              |
| Кристиан Эриксон | Коулсон, драматург        |

## Производство
Съёмка фильма началась 23 января 2017 года и закончились 10 марта того же года. Фильм снимался в Париже, Лионе и Анси.

## Критика
Фильм получил большое количество негативных отзывов, замыкая сотню худших фильмов за всё время.
Кинокритик сайта Фильм.ру Борис Иванов, поставил фильму 4 балла из 10 возможных. Обозреватель объяснил свою низкую оценку тем, что, несмотря на большой режиссёрский опыт, Бенуа Жако не смог «сделать „Еву“ захватывающим и интересным полотном». К тому же, по мнению Бориса Иванова, в киноленте нет «драйва, сюжетной интриги, философской глубины, занимательных второстепенных героев, потрясающего изображения или рискованного экшена». Подводя итог, критик заключил, что «где нет загадки, там нет интриги».
Другие кинокритики тоже не были восхищены фильмом. Так, на портале «25-й кадр» картина была оценена двумя баллами из 5. Обозреватель сайта The Village и вовсе не советует смотреть данный фильм.

## Награды и номинации
| Год  | Премия             | Номинация      | Результат |
| ---- | ------------------ | -------------- | --------- |
| 2018 | Golden Berlin Bear | «Лучший фильм» | Номинация |